# Travail forcé étranger en Union soviétique
 (décembre 2023).
Si vous disposez d'ouvrages ou d'articles de référence ou si vous connaissez des sites web de qualité traitant du thème abordé ici, merci de compléter l'article en donnant les références utiles à sa vérifiabilité et en les liant à la section « Notes et références ».
La main-d'œuvre forcée fut largement utilisé par l'Union soviétique. Pendant et au lendemain de la Seconde Guerre mondiale, jusque dans les années 1950, une partie venait des prisonniers de guerre ou déportés civils étrangers, les uns des territoires occupés et annexés en 1939-1940 (Pologne, pays baltes, Moldavie), les autres des pays de l'Axe. Ces différentes catégories étaient traitées par le GUPVI, un département spécial du NKVD, analogue au Goulag, qui fut créé en septembre 1939, après le début de l'invasion soviétique de la Pologne.
En sens inverse, 5 400 000 prisonniers de guerre et 2 165 000 civils soviétiques furent soumis au travail forcé sous domination nazie pendant la Seconde Guerre mondiale où plusieurs millions moururent.

Rapatriement de prisonniers de guerre des camps de travail soviétiques
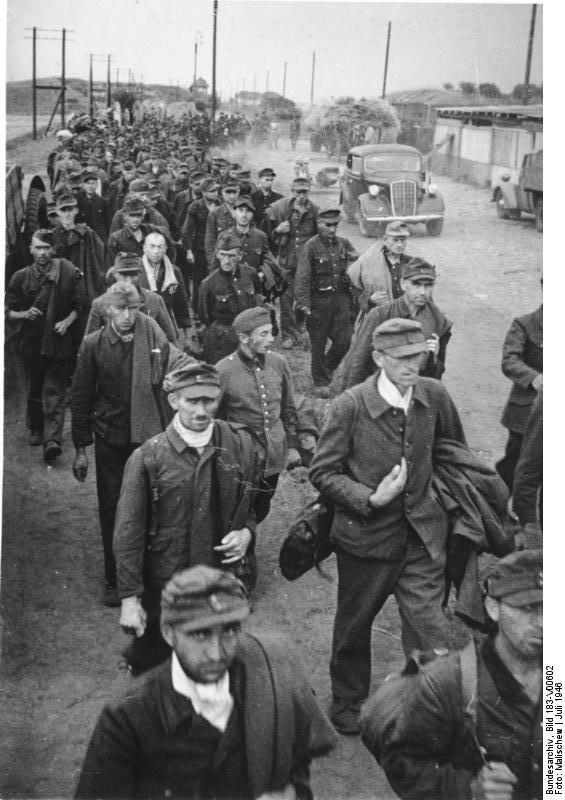
Rapatriement de prisonniers de guerre allemands à Francfort-sur-l'Oder, 1946
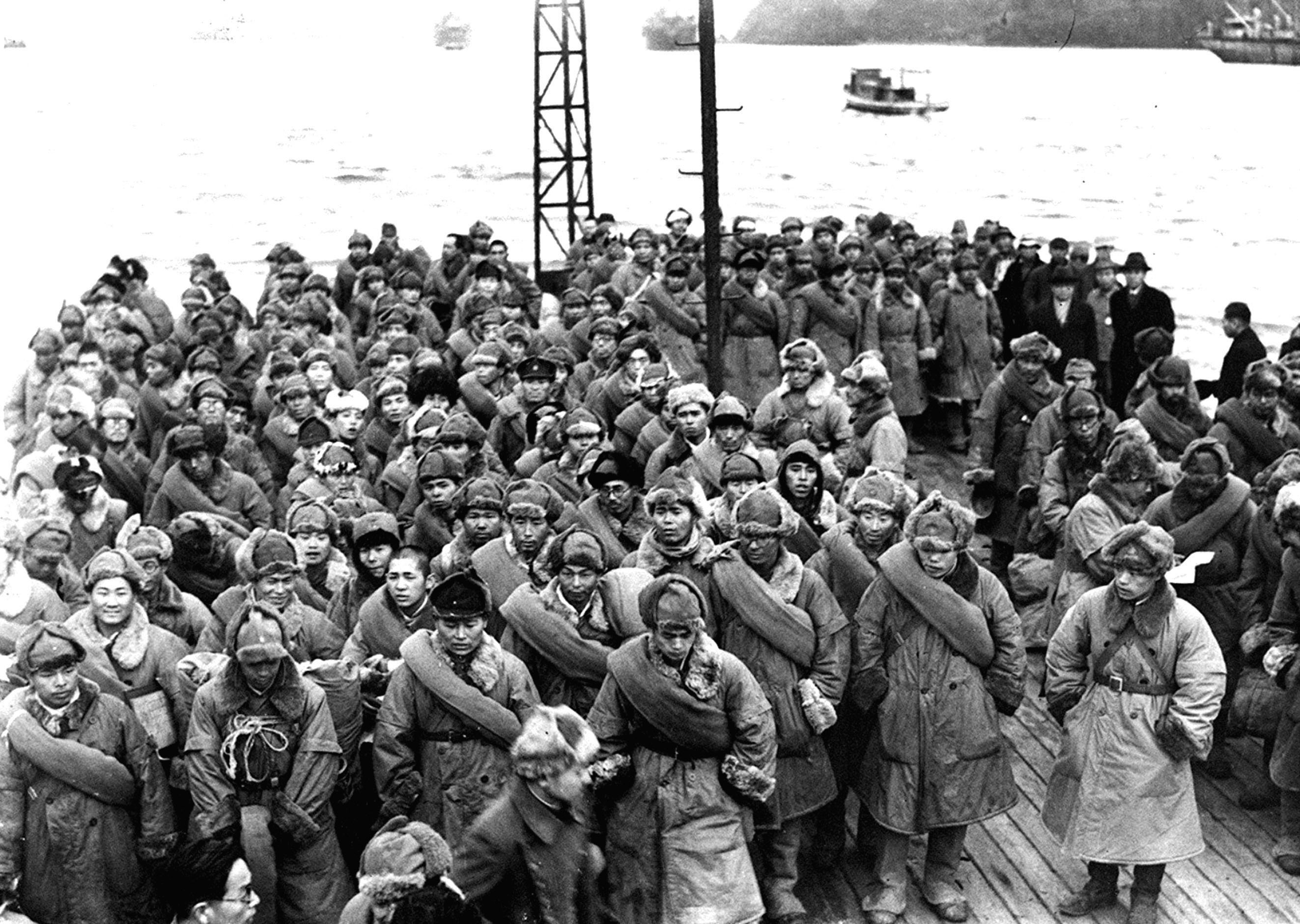
Rapatriement de prisonniers de guerre japonais à Maizuru, 1946.